# Ctenotus pantherinus
Ctenotus pantherinus este o specie de șopârle din genul Ctenotus, familia Scincidae, descrisă de Peters 1866.

## Subspecii
Această specie cuprinde următoarele subspecii:
- C. p. acripes
- C. p. calx
- C. p. ocellifer
- C. p. pantherinus